# Marco Antonio Alvarez
Marco Antonio Alvarez ist ein US-amerikanischer Schauspieler und ehemaliger MMA-Kampfsportler.

## Leben
Alvarez bestritt am 18. November 2004 seinen einzigen Profikampf im Mixed Martial Arts gegen den US-Amerikaner Lee Anderson anlässlich des GC 32 – King of the Hill. Gegen Ende der ersten Runde konnte er seinen Gegner durch einen technischen Knockout durch gezielte Schläge besiegen. Größere Bekanntheit erlangte er 2013 als Hauptdarsteller in der Rolle des Carlos Castillo im Actionfilm Fight Club 2 – Faustkampf im Barrio des Filmstudios The Asylum. Aufgrund seiner Vergangenheit als Kampfsportler, konnte er seine Rolle glaubhaft darstellen. 2015 spielte er im Kurzfilm Sensitive 70s Turtleneck Tough Guys 2 die Rolle des Escobar.

## Filmografie (Auswahl)
- 2013: Fight Club 2 – Faustkampf im Barrio (Barrio Brawler)
- 2015: Sensitive 70s Turtleneck Tough Guys 2 (Kurzfilm)

## Liste der Profikämpfe
| Ergebnis | Profi-Rekord | Gegner                    | Datum             | Veranstaltung            | Methode       | Runde | Zeit |
| -------- | ------------ | ------------------------- | ----------------- | ------------------------ | ------------- | ----- | ---- |
| Sieg     | 1-0          | „Pretty Boy“ Lee Anderson | 18. November 2004 | GC 32 – King of the Hill | TKO (Schläge) | 1     | 1:40 |